# Ulmer (Familienname)
Ulmer ist ein deutscher Familienname.

## Namensträger

### A
- Alfred Ulmer (1905–1989), deutscher Chemiker und Fotograf
- Andreas Ulmer (Historiker) (1880–1953), österreichischer Geistlicher und Historiker
- Andreas Ulmer (Fußballspieler) (* 1985), österreichischer Fußballspieler

### B
- Brigitte Ulmer (* 1963), Schweizer Kulturredakteurin und Autorin

### C
- Christian Ulmer (* 1984), deutscher Skispringer

### D
- Dorothea Ulmer-Stichel (1888–nach 1948), deutsche Malerin, Grafikerin und Schriftstellerin

### E
- Edgar G. Ulmer (1904–1972), US-amerikanischer Filmregisseur
- Eduard Ulmer (1899–1970), österreichischer Politiker (ÖVP)
- Eugen Ulmer (Verleger) (1837–1917), deutscher Verleger und Buchhändler
- Eugen Ulmer (Jurist) (1903–1988), deutscher Rechtswissenschaftler

### F
- Ferdinand Ulmer (1901–1974), österreichischer Politiker (WdU)
- Fran Ulmer (* 1947), US-amerikanische Politikerin
- Friedrich Ulmer (Theologe) (1877–1946), deutscher Theologe und Hochschullehrer
- Friedrich Ulmer (Schauspieler) (1877–1952), deutscher Schriftsteller und Schauspieler

### G
- Georg Ulmer (1877–1963), deutscher Insektenkundler
- Georges Ulmer (Jørgen Frederik Ulmer; 1919–1989), französischer Sänger dänischer Herkunft
- Gregory Ulmer (* 1944), US-amerikanischer Hochschullehrer

### H
- Heike Ulmer (* 1967), deutsche Fußballspielerin
- Helga Ulmer (1939–2023), deutsche Politikerin (SPD)
- Helmut Ulmer (um 1953–1977), deutscher Polizist, Opfer der RAF, siehe Schleyer-Entführung

### J
- James Ulmer (James Blood Ulmer; * 1942), US-amerikanischer Gitarrist
- Jason Ulmer (* 1978), kanadischer Eishockeyspieler
- Jeff Ulmer (* 1977), kanadischer Eishockeyspieler
- Johann Ulmer (* um 1525/29; † 1580), Schweizer evangelischer Geistlicher
- Johann Conrad Ulmer (1780–1820), deutscher Radierer und Kupferstecher
- Johann Konrad Ulmer (1519–1600), Schweizer Theologe und Reformator
- Josef Ulmer (1844–1915), deutscher Schneider und Politiker (SPD)

### K
- Karl Ulmer (Industrieller) 1773–1846, österreichischer Industrieller
- Karl Ulmer (Lehrer)  (1811–1894), deutscher Lehrer und Schriftsteller
- Karl Ulmer (1915–1981), deutscher Philosoph
- Konrad Ulmer († 2006), deutscher Verleger
- Konstantin Ulmer (* 1983), deutscher Literaturwissenschaftler

### L
- LaMonte Ulmer (* 1986), US-amerikanischer Basketballspieler
- Layne Ulmer (* 1980), kanadischer Eishockeyspieler

### M
- Martin Ulmer (Kulturwissenschaftler) (* 1960), deutscher Kulturwissenschaftler, Historiker und Herausgeber
- Martin Ulmer (Schriftsteller) (* 1977), deutscher Schriftsteller und Lyriker
- Martin Ulmer (Eishockeyspieler) (* 1988), österreichischer Eishockeyspieler
- Matthias Ulmer (* 1958), deutscher Musiker und Komponist

### O
- Oskar Ulmer (1883–1966), deutscher Pianist und Komponist
- Oscar E. Ulmer (1888–1963), deutscher Bildhauer (Hamburg)
- Otto Ulmer (Landrat) (1890–1946), deutscher Verwaltungsjurist
- Otto Ulmer (1904–1973), deutscher Maler und Textilunternehmer

### P
- Peter Ulmer (1933–2024), deutscher Jurist
- Petrus Ulmer († 1449), deutscher Bischof und Weihbischof in Eichstätt

### R
- Richard Ulmer (* 1980), österreichischer Komponist, Musikproduzent, Sänger, Songwriter, Filmemacher und Unternehmer
- Roland Ulmer (* 1937), deutscher Verleger und Buchhändler

### S
- Sarah Ulmer (* 1976), neuseeländische Radrennfahrerin
- Stefan Ulmer (* 1990), österreichischer Eishockeyspieler

### T
- Thomas Ulmer (* 1956), deutscher Politiker (CDU)
- Toni Ulmer (1894–1972), österreichischer Politiker (VF)
- Torsten Ulmer (* 1970), deutscher Botaniker

### W
- Walter F. Ulmer (* 1929), US-amerikanischer Generalleutnant
- Willi Ulmer (1912/13–1978), deutscher Architekt
- Wolfgang T. Ulmer (1924–2009), deutscher Internist